# 밸럼
밸럼(영어: Balham)은 영국 런던 남부 원즈워스 구의 도시이다. 배우 해나 뉴가 이곳 출신이다.